# Айтаска (Техас)
Айтаска (англ. Itasca) — місто (англ. city) в США, в окрузі Гілл штату Техас. Населення — 1562 особи (2020).

## Географія
Айтаска розташована за координатами 32°9′31″ пн. ш. 97°8′53″ зх. д. / 32.15861° пн. ш. 97.14806° зх. д. (32.158674, -97.147947).  За даними Бюро перепису населення США в 2010 році місто мало площу 3,21 км², з яких 3,21 км² — суходіл та 0,00 км² — водойми.

## Демографія
Згідно з переписом 2010 року, у місті мешкали 1644 особи в 536 домогосподарствах у складі 419 родин. Густота населення становила 512 осіб/км².  Було 602 помешкання (187/км²).
Расовий склад населення:
| - 66,6 % — білих - 15,5 % — чорних або афроамериканців - 0,4 % — корінних американців - 0,1 % — азіатів - 14,8 % — осіб інших рас |

До двох чи більше рас належало 2,7 %. Частка іспаномовних становила 32,2 % від усіх жителів.
За віковим діапазоном населення розподілялося таким чином: 30,5 % — особи молодші 18 років, 55,8 % — особи у віці 18—64 років, 13,7 % — особи у віці 65 років та старші. Медіана віку мешканця становила 33,9 року. На 100 осіб жіночої статі у місті припадало 90,1 чоловіків;  на 100 жінок у віці від 18 років та старших — 86,3 чоловіків також старших 18 років.
Середній дохід на одне домашнє господарство  становив 43 999 доларів США (медіана — 37 750), а середній дохід на одну сім'ю — 50 731 долар (медіана — 49 375). За межею бідності перебувало 28,5 % осіб, у тому числі 45,1 % дітей у віці до 18 років та 27,0 % осіб у віці 65 років та старших.
Цивільне працевлаштоване населення становило 601 особа. Основні галузі зайнятості: виробництво — 24,1 %, освіта, охорона здоров'я та соціальна допомога — 21,6 %, транспорт — 11,5 %, роздрібна торгівля — 11,0 %.